# Euconnus fimetarius
Euconnus fimetarius är en skalbaggsart som först beskrevs av Maximilien de Chaudoir 1845.  Euconnus fimetarius ingår i släktet Euconnus, och familjen glattbaggar. Enligt den finländska rödlistan är arten nära hotad i Finland. Arten är reproducerande i Sverige. Artens livsmiljö är stränder vid Östersjön.